# Breaking Benjamin
Breaking Benjamin — американський альтернативний рок-гурт з міста Вілкс-Баррі, заснована в 1998 році.

## Біографія

### Рання історія (1998—2000)
Гурт «Breaking Benjamin» була заснована наприкінці 1998 року в місті Вілкс-Баррі, Пенсільванія. Спочатку це були два шкільні друзі: гітарист і вокаліст Бенджамін Бернлі і барабанщик Джеремі Хаммел, які часто грали на усіляких вечірках, в клубах і кафе рідного міста, виконуючи кавери на гурти «Nirvana», «Godsmack», «Deftones», «Nine Inch Nails» і «Depeche Mode». Вдвох грати було незручно, тому компанію хлопцям завжди складав хтось з друзів.
Назву гурт отримав у зв'язку з інцидентом, коли Бернлі, переспівуючи пісню гурту «Nirvana», впустив і розбив мікрофон. Чоловік, який підійняв мікрофон, сказав: «Thanks to Benjamin for breaking my fucking mic» («Дякую Бенджаміну за те, що він зламав мій ******* мікрофон»). Але з часом назва «Breaking Benjamin» була змінена на простішу «Plan 9» (так було перебрано 9 назв, але ніяка не прижилася).

### Гурт «Lifer» (2000—2001)
В той час два друга Бена — Аарон Фінк і Марк Клепаскі (майбутні гітарист і басист Breaking Benjamin) стали відомі зі своєю командою Strangers With Candy, завдяки перемозі на шоу каверів, де вони виконали пісню гурту a-ha Take on Me. Гурт підписав контракт з Universal Music Group на випуск і почала гастролювати країною. Також помінялася назва колективу: спочатку на Driver, а потім на Lifer («Довічно ув'язнений»). Після туру гурт відпочивав в рідному місті і, щоб розвіяти нудьгу, Аарон і Марк почали грати в гурті своїх друзів. Але потім були змушені покинути це діло і на їх місце знову прийшли тимчасові учасники.
2001 року Lifer записали свій дебютний альбом і поїхали в тур, але через деякий час зрозуміли, що їхній тур — провал. Їхній дебют був розкритикований усіма. Під час концерту в місті Фінікс, штат Аризона, Марк подзвонив Бену і сказав, що вони з Аароном прийняли рішення грати в його гурті, оскільки Lifer — пуста забавка. Plan 9 був одразу же перейменований у Breaking Benjamin, а два тимчасові учасники — звільнені. Lifer дограли тур і розпалися.

### Початок слави (2001)
Аарон і Марк остаточно возз'єдналися з Беном і Джеремі. Було ухвалено рішення виконувати власні пісні, яких у Бена Бернлі в запасі було безліч. Ще в школі він почав писати свої пісні під впливом Tool і Deftones. Приблизно тоді ж народилася пісня Polyamorous. Гурт став часто виступати в рідному місті Вілкс- Барре і в його околицях. Один з виступів відвідав діджей шанованої рокерами станції WBSX-FM Фредді Фаббрі. Він записав з концерту Polyamorous і включив її в свій плейлист. Незабаром йому почали надходити позитивні відгуки про цю пісню, і він вирішив допомогти гурту записати дебютну платівку.
Breaking Benjamin EP був записаний восени 2001 і вийшов тиражем 2000 копій в Північній Пенсільванії, де його швидко розкупили.

### Saturate (2001—2003)
На молоду команду звернув увагу лейбл Hollywood Records, на якому були самі Queen. За сприяння лейбла був знятий відеокліп Polyamorous, який став постійним гостем ефіру MTV і VH1. Breaking Benjamin EP був перевиданий і добре розпроданий. Четверо хлопців задумалися про повноцінну збірку і на початку 2002 року засіли в студії. Так з'явився на світ перший студійний альбом гурту — Saturate. Особливої праці записати його не склало, бо весь матеріал був награний на концертах. В Saturate також увійшли всі перезаписані треки з Breaking Benjamin EP.

### We Are Not Alone (2004—2006)
Другий диск We Are Not Alone музиканти випустили через два роки. У його записі взяв участь Біллі Корган, в минулому, керівник успішної альтернативної команди Smashing Pumpkins. Незабаром, гурт Breaking Benjamin вирушила в гастрольний тур спільно з Evanescence.
Пісня So Cold зіграла значну роль в і We Are Not Alone, фанатам так сподобався цей трек, що гурт не міг не випустити EP / single на тему  So Cold . У цьому ж році виходить So Cold EP, який тільки підвищив рейтинг гурту. В EP увійшли акустична версія So Cold, записана на концерті, саундтрек до комп'ютерної гри Halo 2 Blow me away, а також рання робота гурту Lady Bug.
Крім того, на пісні So Cold і Follow Me були зроблені аматорські кліпи (за грою Half-Life 2 до першої та фільму Torque до другої), що принесло гурту небувалу популярність і збільшило число її фанатів.
У вересні 2004 з гурту йде барабанщик Джеремі Хаммел, замінений незабаром Чадом Зеліглм.
Пізніше, 28 вересня 2005, Джеремі Хаммел звертається в Федеральний суд з позовом, проти Breaking Benjamin, через те, що він не отримав гроші за написані ним пісні. За це він хотів отримати 8 мільйонів доларів, але 25 жовтня 2006 суд відхилив його позов.

### Phobia (2006—2008)
2006 року гурт випускає свій третій альбом під назвою «Phobia» і починає перебиратися на вершини чартів.
Влітку цього ж року гурт випускає у світ перший сингл з нового альбому — «The Diary of Jane». Сингл увійшов до 10-ки найкращих пісень у категорії модерн-рок за версією Billboard за 2007.
Пізніше, навесні 2007 а виходить другий сингл — Breath.
Восени того ж року виходить третій, останній сингл — Until the End. Сингл, на відміну від двох попередніх, вийшов без кліпу, і, як і Breath, не зумів побити успіх The Diary of.
У лютому 2007 року виступ гурту на Stabler Arena (місто Бетлехем, Пенсільванія) було записано. Це перший концерт Breaking Benjamin, що офіційно надійшов у продаж на DVD під назвою Live — The Homecoming, загальною тривалістю 1 година.

### Dear Agony (2009—2010)
14 липня, учасники гурту підтвердили, що прийдешній альбом буде містити 11 пісень, назва одного з них — «What Lies Beneath».
28 липня Девід Бендет, який продюсував попередні два альбоми гурту і став продюсером нової платівки, підтвердив, що перший сингл під назвою «I Will Not Bow» транслюватиметься по радіо 17 серпня, і стане доступним в магазині iTunes 1 вересня. 4 серпня на MySpace сторінці гурт оголосив назву їхнього четвертого диску — «Dear Agony», і що він надійде у продаж 29 вересня.
11 серпня на домашній для гурту радіостанції WBSX (97.9X) у Вілкс-Баррі була представлена пісня «I Will Not Bow». Воня була запущена в радіо ротацію 17 серпня і вийшла на iTunes 1 вересня. Вона швидко стала одним з бестселерів гарячої десятки iTunes. Кліп на неї виклали на MySpace 21 серпня.
28 вересня 2009 «Dear Agony» надійшов у продаж в Австралії, а наступного дня — в США. Він, як і сингл «I Will Not Bow», також став бестселером на iTunes. Деякі версії містили DVD з шістьма кліпами гурту, включаючи альтернативний кліп «I Will Not Bow», яка не містить сцен з фільму «Сурогати», на відміну від оригінальної версії. Гітарист Red, Джейсі Рок (Jasen Rauch), взяв участь у написанні деяких пісень для «Dear Agony» («I Will Not Bow», «Hopeless», «Lights Out» і «Without You»).
У січні-лютому 2010 гурт як со-хедлайнер відіграв турне по США разом з Three Days Grace і Flyleaf.
5 січня 2010 вийшов сингл «Give Me a Sign». Кліп вийшов на MySpace гурту 10 березня, на 32 день народження Бернлі.
У лютому 2010 року «Dear Agony» був сертифікований золотим статусом.
15 червня 2010 вийшов сингл «Lights Out».
Влітку 2010 року Бен відіграв два акустичних концерту зі своїм другом Аароном Бруч (Aaron Bruch, бас-гітарист з гурту OurAfter), протягом яких вперше наживо були зіграні «Forget It» і «Follow». Дует також зіграв кавер-версії пісень Tool, Queen, Deftones, Alice in Chains, Майкла Джексона і Сінді Лоупер.

### Перерва в діяльності, Shallow Bay: The Best of. Фінк і Клепаскі залишають гурт (2010—2013)
Влітку 2010 року гурт бере творчу відпустку у зв'язку з рецидивом захворювання Бернлі. Гітарист Фінк і басист Клепаскі відіграли шоу з попереднім гуртом, Lifer, а барабанщик Зеліг вирушив у турне зі своїм попереднім гуртом, OurAfter.
14 травня 2011 Бернлі звільнив учасників гурту Фінка і Клепаскі, повідомивши їх про це по e — mail. Бернлі відмовився прокоментувати ситуацію, що склалася.
Незабаром після цього стало публічно відомо про судовий розгляд. Бернлі подав позов проти Фінка і Клепаскі 6 червня 2011 через те, що двоє останніх здійснили односторонні і несанкціоновані дії від імені всього гурту. Бен стверджує, що пісня «Blow Me Away» була написана ним в 2004 році без будь-якої участі Аарона і Марка, отже, всі права на пісню належать йому. За його словами 10 березня 2010 Фінк і Клепаскі взяли участь у записі нової версії «Blow Me Away», а в травні вони дали згоду лейблу Hollywood Records на перевидання. Цей перевиданий трек, за словами Бернлі, дав би Марку з Ароном 100 тисяч доларів зі 150-ти можливих за продажі майбутнього. У зв'язку з цим Бернлі зажадав $ 250 000 і ексклюзивне право на використання імені «Breaking Benjamin». Бернлі запланував повернення гурту до активної діяльності по закінченні судових тяжб.
7 червня 2011 вийшла ремікс — версія пісні «Blow Me Away» Анімований кліп на пісню вийшов 24 серпня. Breaking Benjamin випускають офіційний кліп на пісню Blow Me Away.
16 серпня в двох варіантах вийшла збірка найкращих пісень «Shallow Bay: The Best of Breaking Benjamin» — однодискове «стандартне видання», що містить переважно сингли гурту (включаючи перезаписану версію «Blow Me Away»), і дводискове «deluxe»-видання, другий диск якого містив різні раритетні, у тому числі раніше невидані, записи Breaking Benjamin.
У 2012 році гурт практично був неактивним, за винятком єдиного інтерв'ю Чеда Зеліга в лютому 2012, в якому він запевняв фанатів в тому, що гурт не розпався, і що він не може дочекатися запису нового альбому в майбутньому.

### Повернення та новий альбом «Dark Before Dawn» (2013—2017)
19 квітня 2013 Бенджамін Бернлі на офіційному сайті гурту повідомив про завершення судових розглядів проти екс-учасників гурту Марка Клепаскі та Аарона Фінка. Бернлі виграв суд, залишивши за собою право використовувати ім'я гурту.
Попри це, барабанщик гурту, Чед Зеліг, 22 квітня 2013 заявив про свій вихід зі складу гурту у зв'язку з творчими розбіжностями і участю в інших проєктах, побажавши удачі новим музикантам Breaking Benjamin, «ким би вони не були».
21 жовтня 2013 Бернлі вперше за 3 роки виступив наживо, виконавши пісню «Polyamorous» в Tomato Bar (Pittston, PA). У червні 2015 вийшов п'ятий студійний альбом Dark Before Dawn.

### Ember (2018—дотепер)
Ember — шостий студійний альбом американського рок-гурту Breaking Benjamin, виконаний провідним співаком і гітаристом Бенджаміном Бернлі. Він вийшов 13 квітня 2018 року. Перший сингл «Red Cold River» вийшов 5 січня 2018 року. Ще чотири додаткові пісні вийшли до випуску альбому, зокрема «Feed the Wolf», «Blood», «Psycho» і «Save Yourself». Музичне відео для «Torn in Two» вийшло в той же день, що й альбом.

## Учасники

### Теперішні
- Бенджамін Бернлі (Benjamin Burnley) — вокал, гітара (з 1998)
- Кіт Уоллен (Keith Wallen) — ритм-гітара, бек-вокал (з 2014)
- Джейсен Рауч (Jasen Rauch) — соло-гітара (з 2014)
- Аарон Брук (Aaron Bruch) — бас-гітара, бек-вокал (з 2014)
- Шон Фоіст (Shaun Foist) — барабани, перкусія (з 2014)

### Колишні
- Нік Гувер (Nick Hoover) — бас-гітара (1998)
- Кріс Лайткеп (Chris Lightcap) — барабани (1998)
- Джейсон Деволі (Jason Davoli) — бас-гітара (1998)
- Джонатан Прайс (Johnatan «Bug» Price) — бас-гітара (1998—2001)
- Джеремі Хаммел (Jeremy Hummel) — барабани (1998—2004)
- Аарон Фінк (Aaron Fink) — гітара (1998—2011)
- Марк Клепаскі (Mark James Klepaski) — бас-гітара (2001—2011)
- Чед Зеліг (Chad Szeliga) — барабани (2004—2013)

## Дискографія

### Студійні альбоми
- Saturate (2002)
- We Are Not Alone (2004)
- Phobia (2006)
- Dear Agony (2009)
- Dark Before Dawn (2015)
- Ember (2018)

### Збірники
- Aurora (2020)

### Міні-альбоми
- Breaking Benjamin EP (2001)
- Live EP (2004)
- So Cold EP (2004)

### Сингли
- Polyamorous (2002)
- Skin (2003)
- So Cold (2004)
- Sooner or Later (2005)
- Rain (2005)
- The Diary of Jane (2006)
- Breath (2007)
- Until the End (2007)
- I Will Not Bow (2009)
- Give Me a Sign (2009)
- Lights Out (2010)
- Blow Me Away (feat. Valora) (2011)[4]
- Failure (2015)